# Haymitch Abernathy
Haymitch Abernathy es uno de los personajes principales de la trilogía de libros Los Juegos del Hambre de la escritora Suzanne Collins. La saga, la cual consta de las novelas: Los Juegos del Hambre, En llamas y Sinsajo, es relatada desde el punto de vista de Katniss Everdeen. Haymitch era el único vencedor de los Juegos del Hambre del Distrito 12 con vida, antes de que Katniss y Peeta Mellark ganasen los 74.os Juegos, y trabaja como mentor de los subsiguientes tributos del Distrito 12.
Haymitch fue seleccionado en la Cosecha del segundo Vasallaje de los 25, el año 50.º de los Juegos del Hambre junto a otro Tributo masculino y dos Tributos femeninos. Durante su entrevista con Caesar Flickerman, le preguntaron qué pensaba de que los Juegos fuesen a tener el doble de tributos; él dijo que no veía mucha diferencia, dado que serían igual de estúpidos, haciendo que el público se riese.
Durante los Juegos, se hizo con un cuchillo de la Cornucopia. En un punto incierto Haymitch se enfrentó a tres tributos profesionales, matando a dos con el cuchillo; sin embargo, el tercero lo atrapó y estaba a punto de cortarle  el cuello cuando fue disparado en la espalda con un dardo envenenado. Formó una alianza temporal con Maysilee Donner, la tributo del Distrito 12. Los dos fueron hasta el final de la arena, pensando que podría haber algo que podrían usar allí.
Hacia el final de los Juegos, cuando solo quedaban unos pocos Tributos vivos, llegaron al final de la arena y no encontraron nada. Ella sugirió volver atrás, pero Haymitch se negó a marcharse. Maysilee rompió la alianza, no queriendo tener que acabar matándolo ella misma. Fue entonces cuando Haymitch cogió una pequeña piedra del borde del precipicio en el que se encontraba y la lanzó por el borde, y vio que alrededor de la arena había un campo de fuerza que se la devolvió, para su gozo. Escuchó a Maysilee gritar, acudiendo a su ayuda corriendo, pero la encontró moribunda a causa del ataque mortal de unas aves. Él permaneció a su lado mientras moría.
Al final, solo quedaban Haymitch y la Tributo del Distrito 1; ambos estaban malheridos. Haymitch, en un punto de la pelea, le sacó un ojo, se deslizó hasta el acantilado mientras prácticamente se sujetaba los intestinos y llegó al borde con la Tributo del Distrito 1 justo detrás de él. Haymitch cayó de rodillas debido a sus heridas; su contrincante aprovechó el momento para lanzarle su hacha, pero Haymitch la esquivó en el último momento. Usando el campo de fuerza de la arena al final del acantilado, repelió el hacha lanzada por la Tributo del Distrito 1, la cual se incrustó en su propia cabeza y la mató.
Tras ganar los Juegos, el Capitolio vio en su actuación con el campo de fuerza un acto de rebeldía, por lo que ordenó asesinar a su familia y su novia. Durante los siguientes 24 años, Haymitch se dedicó a entrenar en solitario a los Tributos de su Distrito, cayendo en el alcoholismo conforme iba viendo cómo todos morían.
Katniss y Haymitch tienen bastante en común. Ambos son letales y desconfiados, dispuestos a sobrevivir pero al mismo tiempo capaces de sacrificarse si hace falta. A pesar de que ambos se tratan con brusquedad, Haymitch constituye el principal apoyo de Katniss, ya que ambos tienen en común un fuerte instinto de protección y sentido de la lealtad hacia Peeta.
- Datos: Q5893038